# Svensk Turism AB
Svensk Turism AB samlar den svenska besöksnäringen och ägs av 170 företag och organisationer som representerar tiotusentals företag i hela besöksnäringen/turismnäringen inom områdena äta, bo, resa och göra. 
Bolaget var, tillsammans med svenska staten ägare till VisitSweden vars uppgift var att skapa ett ökat resande till Sverige. Sedan 31 December 2019 tog svenska staten över hela ansvaret. Svensk Turism AB är också huvudman för Nationell strategi för svensk besöksnäring samt utgör ett forum för den svenska besöksnäringens strategiska utveckling.
De största aktieägarna i Svensk Turism AB är Jämtland Härjedalens Turistförening (JHT), Visita, Sveriges Camping- och Stugföretagares Riksorganisation (SCR) och Svenska Liftanläggningars Organisation (SLAO).